# Viorel Panaite
Viorel Panaite (n. 28 noiembrie 1958, Irești, România) este istoric român, cercetător, turcolog, profesor al Facultății de Istorie a Universității din București și membru de onoare al Academiei Turce de Știință.

## Biografie
În perioada 1979-1983 a urmat studiile Facultății de Istorie și Filosofie din cadrul Universității din București, finalizându-le cu o lucrare de licență intitulată Război și pace în teoria și practica Islamului medieval (doctrina djihadului). Coordonatorul lucrării a fost lectorul Mihai Maxim. După absolvire, a activat o perioadă ca profesor în învățământul preuniversitar, continuându-și în paralel pregătirea în domeniul turcologiei și islamologiei prin diverse lecturi.
Începând cu anul 1990 este cercetător științific la Institutul de Studii Sud-Est Europene, iar din anul 1994, în paralel cu finalizarea doctoratului, devine cadru didactic al Facultății de Istorie a Universității din București, susținând cursuri despre istoria Imperiului Otoman și istoria islamului în Europa de Sud-Est. În anul 1997 primește Premiul "Nicolae Iorga" al Academiei Române pentru lucrarea Pace, război și comerț în Islam. Țările Române și dreptul otoman al popoarelor (secolele XV-XVII), lucrare ce a adus contribuții importante în studiul relațiilor dintre Imperiul Otoman și Țările Române.
În anul 2013, Viorel Panaite a devenit director al Școlii Doctorale de Istorie a Universității din București, calitate pe care a deținut-o până în anul 2024. În anul 2018 a primit Premiul Academiei Turce de Științe (TÜBA 2018 Academy Prizes) pentru contribuțiile semnificative în cercetarea dreptului otoman, în special pentru studiile privind dreptul păcii și al războiului și regimul capitulațiilor (ahdname), iar în anul 2019 a devenit membru de onoare al Academiei Turce de Știință.

## Opera (selecție)
2019: Ottoman Law of War and Peace. The Ottoman Empire and Its Tribute-Payers from the North of the Danube. Second Revised Edition, Leiden-Boston: BRILL, 2019, XXIII + 470 p.
2018: News in England on the Great Turkish War (1683-1699), Académie Roumaine, Institut d’Études Sud-Est Européennes, Bibliothéque de l’Institut
d’Études Sud-Est Européennes 3, Brăila: Editura Istros a Muzeului Brăilei
“Carol I”, 2018, 200 p.
2013: Război, pace și comerț în Islam. Țările române și dreptul otoman al popoarelor, Ediția a II-a revizuită și adăugită, Polirom, Iași, 2013, 566 p.
2008: Dreptul păcii și războiului în Islamul otoman. Glosar și Bibliografie, Editura Universității din București, 2008, 242 p.
2007: Limbajul otoman al războiului și păcii în spațiul otoman. Dicționar de
termenii și expresii, Editura Universității din București, 2007, 183 p.
2006: Early Western Books on Islam, Turks, and Ottoman Empire preserved at Folger Shakspeare Library, Washington D.C., 2006, 139 p.
2004: Diplomație occidentală, comerț și drept otoman. Secolele XV-XVII, Editura
Universității din București, 2004 (reeditare 2008), 245 p.
2000: The Ottoman Law of War and Peace. The Ottoman Empire and Tribute
Payers, No. DLXII, East European Monographs, Boulder, Distributed by Columbia University Press, New York, 2000, 561 p.
1997: Pace, război și comerț în Islam. Țările române și dreptul otoman al popoarelor. Secolele XV-XVII, Editura ALL, București, 1997, 544 p. + 16 facsimiles + 16 color illustrations.